# Nedakusi
Nedakusi este un oraș din comuna Bijelo Polje, Muntenegru. Conform datelor de la recensământul din 2003, orașul are 2308 de locuitori (la recensământul din 1991 erau 2409 de locuitori).

## Demografie
În orașul Nedakusi locuiesc 1669 de persoane adulte, iar vârsta medie a populației este de 32,1 de ani (31,7 la bărbați și 32,4 la femei). În localitate sunt 588 de gospodării, iar numărul mediu de membri în gospodărie este de 3,93.
Populația localității este foarte eterogenă.
|  |

| Demografie | Demografie | Demografie |
| An         | Locuitori  | Locuitori  |
| ---------- | ---------- | ---------- |
|            |            |            |
|            |            |            |
|            |            |            |
|            |            |            |
| 1948       | 515        |            |
| 1953       | 592        |            |
| 1961       | 731        |            |
| 1971       | 1159       |            |
| 1981       | 1893       |            |
| 1991       | 2409       | 2351       |
| 2003       | 2600       | 2308       |

| \| Componența etnică conform recensământului din 2003[2] \| Componența etnică conform recensământului din 2003[2] \| Componența etnică conform recensământului din 2003[2] \| Componența etnică conform recensământului din 2003[2] \| Componența etnică conform recensământului din 2003[2] \| \| ----------------------------------------------------- \| ----------------------------------------------------- \| ----------------------------------------------------- \| ----------------------------------------------------- \| ----------------------------------------------------- \| \| \| \| \| \| \| \| Sârbi \| Sârbi \| \| 985 \| 42,67% \| \| Bosniaci \| Bosniaci \| \| 479 \| 20,75% \| \| Musulmani \| Musulmani \| \| 437 \| 18,93% \| \| Muntenegreni \| Muntenegreni \| \| 258 \| 11,17% \| \| Romi \| Romi \| \| 57 \| 2,46% \| \| Croați \| Croați \| \| 6 \| 0,25% \| \| Albanezi \| Albanezi \| \| 1 \| 0,04% \| \| necunoscută \| necunoscută \| \| 21 \| 0,9% \| |              |  |     |        |
| Componența etnică conform recensământului din 2003 |              |  |     |        |
| |              |  |     |        |
| Sârbi | Sârbi        |  | 985 | 42,67% |
| Bosniaci | Bosniaci     |  | 479 | 20,75% |
| Musulmani | Musulmani    |  | 437 | 18,93% |
| Muntenegreni | Muntenegreni |  | 258 | 11,17% |
| Romi | Romi         |  | 57  | 2,46%  |
| Croați | Croați       |  | 6   | 0,25%  |
| Albanezi | Albanezi     |  | 1   | 0,04%  |
| necunoscută | necunoscută  |  | 21  | 0,9%   |